# 대방광원각수다라요의경(언해) 1-1, 1-2, 2-1, 2-2
대방광원각수다라요의경(언해) 1-1, 1-2, 2-1, 2-2(大方廣圓覺修多羅了義經(諺解) 1-1, 1-2, 2-1, 2-2)는 대한민국 경기도 고양시 일산동구 원각사에 있는 불경이다. 2014년 5월 9일 경기도의 유형문화재 제286호로 지정되었다.

## 참고 문헌
- 대방광원각수다라요의경<언해>) 1-1, 1-2, 2-1, 2-2 - 국가유산청 국가유산포털